# Ángel Neyra
Ángel Neyra Olaychea (Lima, 21 de enero de 1955) es un ingeniero industrial y político peruano. Fue congresista de la república en reemplazo de Kenji Fujimori, desde el año 2018 hasta su disolución en 2019. Ejerció dicho cargo en el periodo 2011-2016.

## Biografía
Ángel Neyra nació en la ciudad de Lima, el 21 de enero de 1955.
Estudió la carrera de Ingeniería industrial en la Universidad César Vallejo y Gerencia Integral en Zegel IPAE. También hizo estudios técnicos en el Servicio Nacional de Adiestramiento en Trabajo Industrial (SENATI).

## Carrera política
Fue miembro del partido político Justicia Nacional desde el año 2006 hasta el año 2007. Se inició por primera vez en la política como candidato a regidor del distrito de Los Olivos en las elecciones municipales del 2006, sin embargo, no resultó elegido.

### Congresista de la República
Para la elecciones generales del año 2011, Ángel Neyra fue invitado por Keiko Fujimori para formar parte de Fuerza 2011 y postular al Congreso de la República, siendo el número 2 de la lista electoral por Lima Metropolitana para los comicios congresales. Neyra logró ser elegido como congresista de la república con 31,976 votos y fue juramentado para el periodo parlamentario 2011-2016.
Como congresista fue miembro de las Comisiones de Economía, Comercio Exterior y Turismo, Ciencia y Tecnología, Ética y Producción. Fue también presidente del grupo de trabajo encargado de investigar las presuntas irregularidades en el proceso de selección de candidatos a consejeros económicos comerciales de las OCEX del Perú en el Exterior.
Tras culminar su gestión como congresista, Ángel Neyra intentó ser reelegido en las elecciones parlamentarias del 2016, sin embargo, obtuvo solamente 11,439 votos.
En junio del 2018, Ángel Neyra fue convocado por el Congreso de la República para ser juramentado como congresista de la república en reemplazo de Kenji Fujimori, quien había sido desaforado del parlamento por el Caso ‘Mamanivideos’. Finalmente el 14 de junio del 2018, Ángel Neyra fue juramentado como congresista para completar el periodo 2016-2021.
En su segunda gestión como congresista, impulsó un proyecto de ley en favor de los comerciantes ambulantes. Dicho proyecto fue cuestionado por el entonces alcalde del distrito de La Victoria, George Forsyth, quien realizaba fiscalización del comercio ambulatorio en la sede de Gamarra.
El 30 de septiembre del 2019, su cargo como congresista fue disuelto debido al cierre del Congreso de la República decretado por el presidente Martín Vizcarra. Ante esto, Neyra decidió presentar una acción de amparo contra la disolución en la Corte Superior de Justicia y una denuncia contra el presidente Vizcarra, sin embargo, ambas denuncias fueron declaradas improcedentes.
En el año 2020, Ángel Neyra se integró al partido político Democracia Directa para luego participar en las elecciones del año 2021 como candidato al Parlamento Andino, terminando sin éxito.